# Paolo Tosti
Francesco Paolo Tosti (n. 9 aprilie 1846, Ortona, Abruzzo, Italia – d. 2 decembrie 1916, Roma, Regatul Italiei) a fost un compozitor și profesor de muzică italian.